# Rolf Peterson
Rolf Ingvar Peterson, (i folkbokföringen Petersson) född 11 maj 1944 i Halmstad, är en svensk före detta kanotist. 
Rolf Peterson tävlade för Halmstad KK och senare för Södertäljeklubben KF Kanotisterna. Hans största meriter är ett guld vid sommar-OS 1964 i Tokyo i K-1 1 000 meter och ett silver vid OS i München 1972 på samma distans. Vid sommar-OS 1968 i Mexico City var han fanbärare för den svenska OS-truppen och slutade det året på en femteplats i K-1 1 000 meter. Vidare har han vunnit VM-guld i K-2 500 meter 1970 och 1971 tillsammans med Lars Andersson samt tagit sammanlagt tio SM-guld.
Peterson erhöll 1964 Svenska Dagbladets guldmedalj (Bragdguldet) för OS-segern i Tokyo.
2016 valdes Peterson in i Halmstad Wall of Fame i Halmstad Arena.
Peterson är Stor grabb nummer 56 på Svenska Kanotförbundets lista över mottagare för utmärkelsen Stor kanotist.